# San Roque (Cádiz)
San Roque egy község Spanyolországban, Cádiz tartományban. San Roque La Línea de la Concepción, Los Barrios, Castellar de la Frontera, Jimena de la Frontera, Casares és Manilva községekkel határos. Lakosainak száma 34 190 fő (2024).

## Népesség
A település népessége az utóbbi években az alábbiak szerint változott:
| Lakosok száma | 23 570 | 24 757 | 26 569 | 29 249 | 29 965 | 29 491 | 29 575 | 31 218 | 32 178 | 34 190 |
|               | 2001   | 2004   | 2006   | 2009   | 2011   | 2014   | 2016   | 2019   | 2021   | 2024   |